# Красная Мельница (Кишинёв)
Красная Мельница (рум. Moara Roșie) — памятник архитектуры местного значения в Кишинёве, включённый в Реестр памятников истории и культуры Академии наук Молдовы.

## Географическое положение
Здание Красной Мельницы располагается в центральном районе города Кишинёв на улице Moara Roșie.

## История

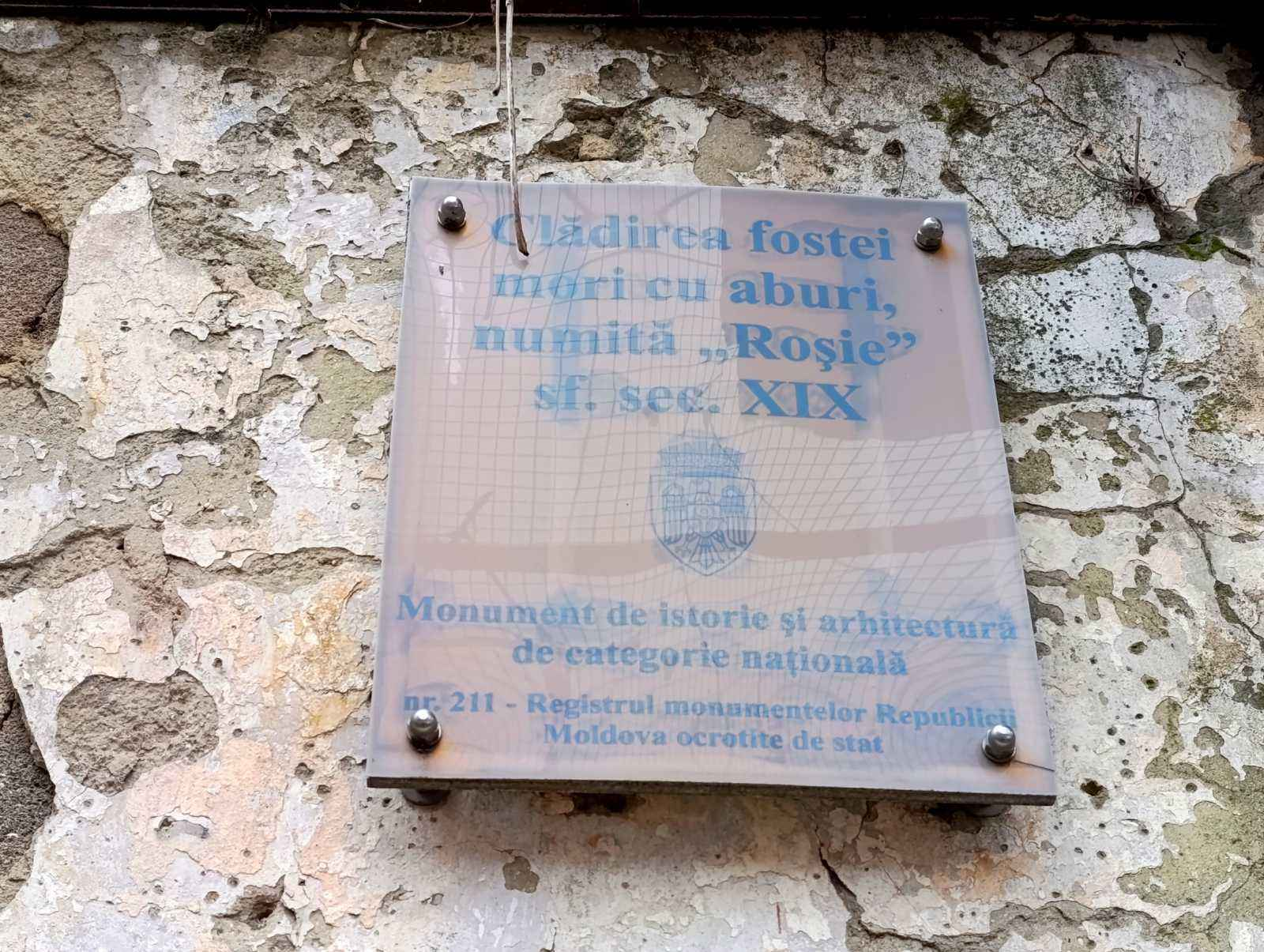
Информация о мельнице

Красная Мельница была одной из первых паровых мельниц в регионе, построенной в XIX веке.
Изначально это была одноэтажная мельница, построенная в 1850-х годах. В 1889 году купец Абрам Левензон модернизировал производство, расширил здание и превратил мельницу в значимый промышленный объект города. После пожара 1901 года здание было реконструировано с использованием красного кирпича, откуда и пошло название.
Здание служило мельницей, складами и постепенно пришло в упадок. На момент 2025 года оно является архитектурным памятником, ожидающим реставрации.

## Архитектура

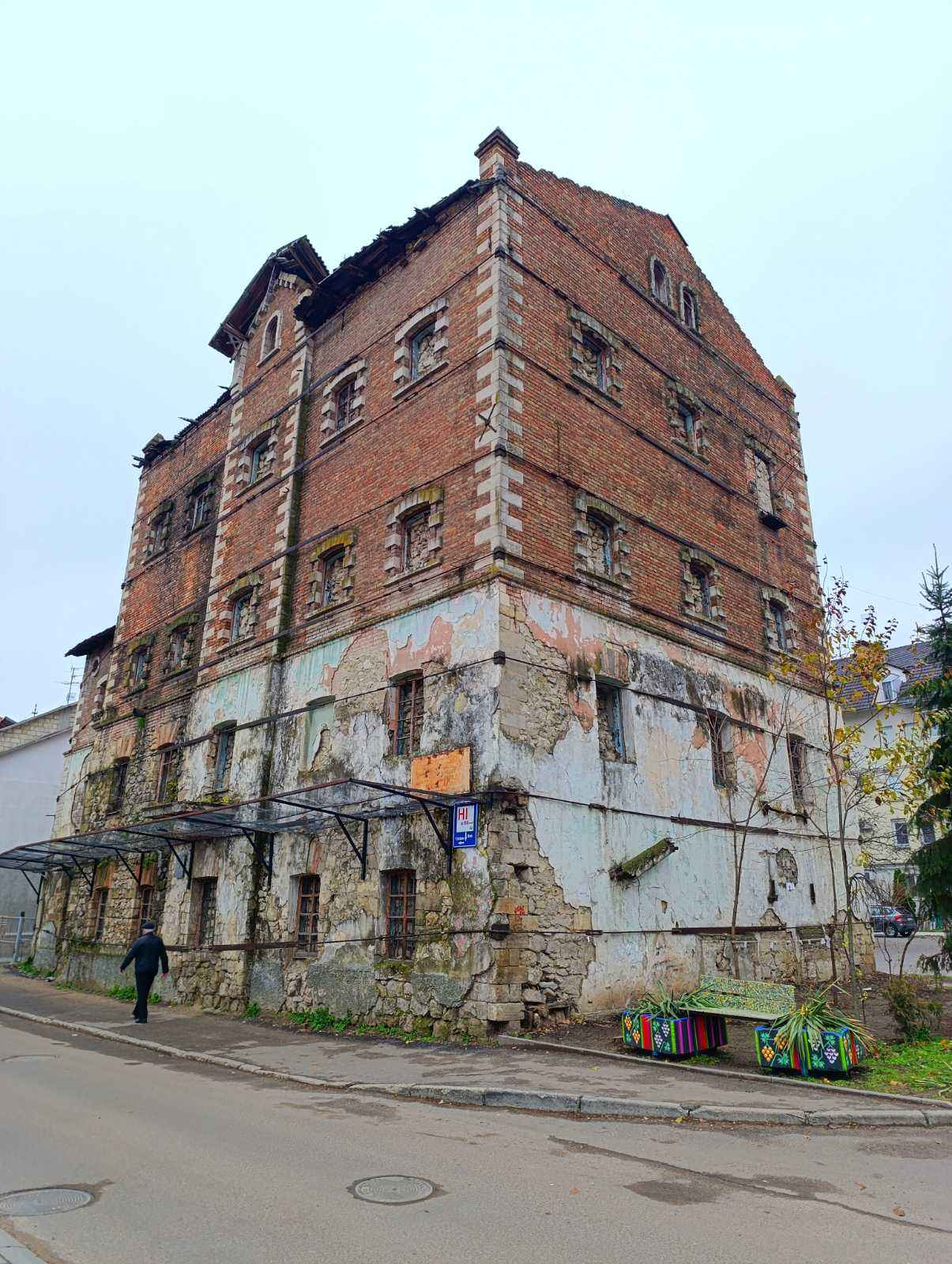
Красная мельница

Выполненная в эклектичном стиле, мельница сочетает промышленный функционализм с декоративными элементами.
Изначально мельница была частью крупного комплекса, из которого сохранилось только одно четырёхэтажное здание. Первоначально она была построена как одноэтажное деревянное сооружение в 1850—1860-х годах. В конце XIX века пожар уничтожил третий этаж, после чего в начале XX века были добавлены два этажа и мансарда. Здание построено из камня, облицованного красным кирпичом, благодаря чему оно получило название «Красная мельница». Его фасады украшены декоративными элементами: белым камнем выделены углы, обрамления окон и арочные перемычки. Главный фасад акцентирован ризалитом с входной группой. Первый этаж лишён декора, а верхние этажи выглядят живописно благодаря контрасту красного кирпича и белого камня. Мансардный этаж завершён двускатной крышей.
Культурологи подчёркивают уникальность объекта и необходимость его сохранения, поскольку подобных индустриальных памятников в Молдове больше не осталось.

## Культурное значение

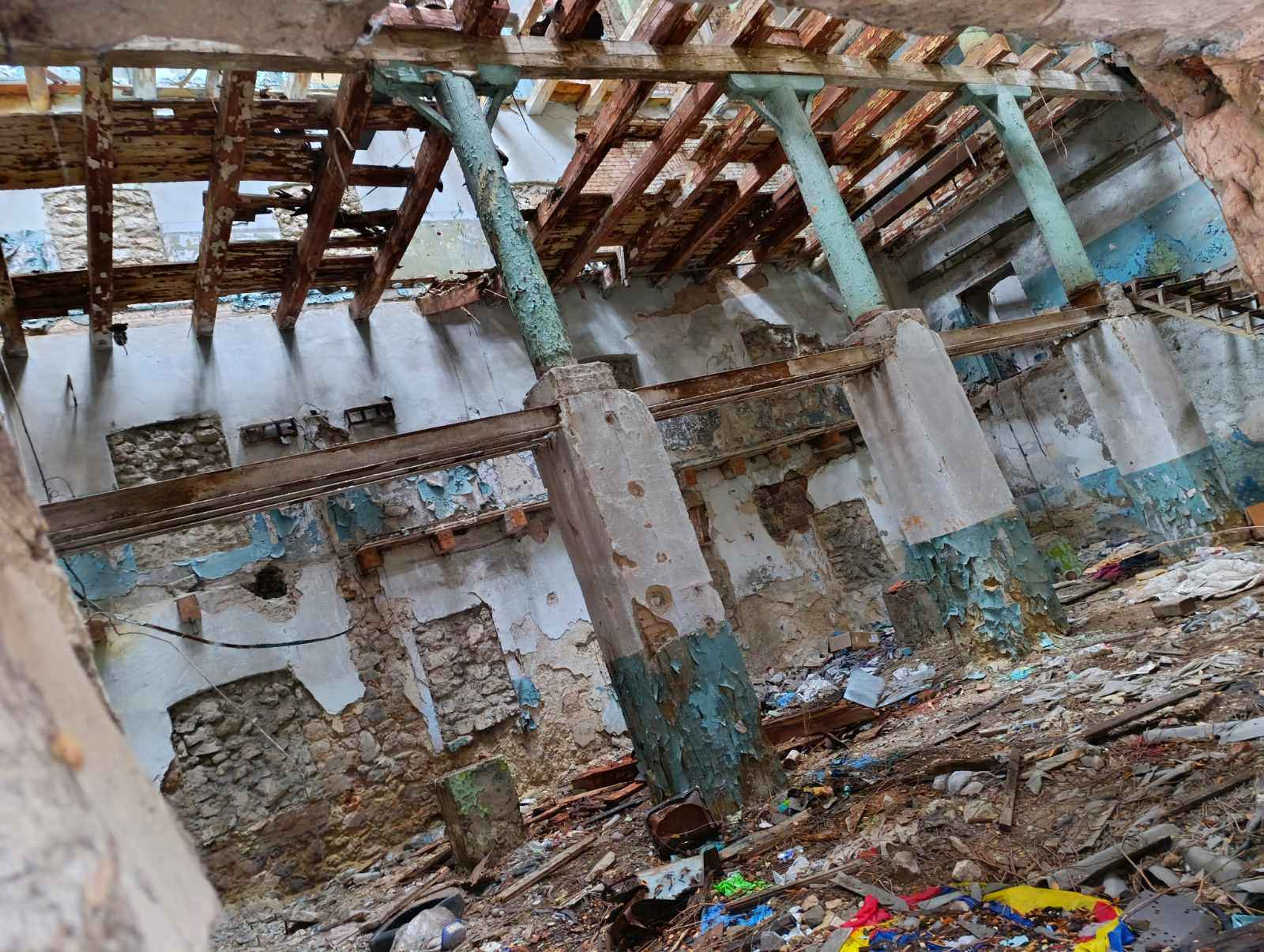
Вид изнутри

Это одна из первых паровых мельниц в Кишиневе, построенная в 1850 году. Со временем поменяла нескольких владельцев, была перестроена и в 1885 году в закладных документах фигурировала уже как трехэтажное каменное здание с магазином, мельничным оборудованием, элеватором и т. п. Соперничать с ней могла лишь крупная паровая мельница Товия Когана в верхней части Кишинева.
В 1901-м она была перестроена, так как пострадала при пожаре: стены уже выложили из красного кирпича, — отсюда и название. Улица, на которой располагается это 4-этажное внушительное здание, получила имя Моара Рошие. Мельница проработала до 1950-х, то есть, около 100 лет, затем ее превратили в склад, а потом забросили. Красная лестница внесена в реестр памятников национального значения.
В 2013 году Директор агентства по инспектированию и реставрации памятников Ион Штефаницэ отметил уникальность Красной мельницы для Молдовы с исторической и архитектурной точек зрения, подчеркнув, что её сохранение — долг перед городом. По его словам, для спасения памятника необходимо сотрудничество государства и частного инвестора, готового финансировать реставрацию. Несмотря на угрозу сноса, связанного с её статусом «территории» в кадастре, есть надежда на сохранение этого уникального индустриального монумента.

## Факты
- Красная Мельница — одна из первых паровых мельниц, появившихся в Бессарабии во второй половине XIX века.
- Это здание — один из последних индустриальных памятников дореволюционного Кишинева; когда-то оно было самым высоким зданием в городе.
- Как мельница здание прослужило около 100 лет (до 1950-х годов).